# Similosodus verticalis
Similosodus verticalis là một loài bọ cánh cứng trong họ Cerambycidae.